# Nicolaes Eliasz. Pickenoy
Nicolaes Eliasz. Pickenoy (10 januari 1588 - 1653/56) was een Nederlands portretschilder.

## Biografie

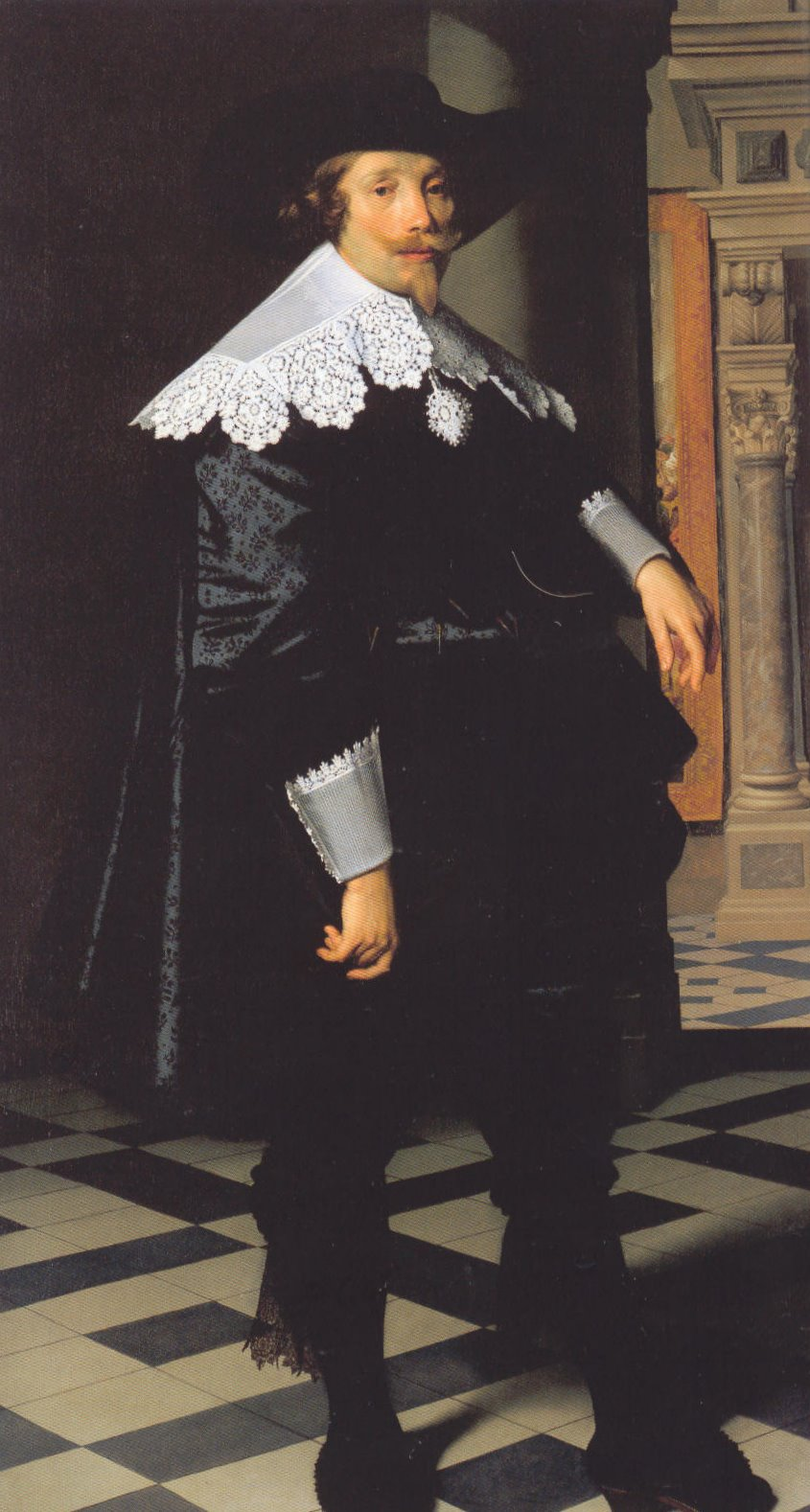
Cornelis de Graeff door Nicolaes Eliasz. Pickenoy, Gemäldegalerie, Berlijn

Nicolaes Eliasz. (alias) Pickenoy was de zoon van de uit Antwerpen afkomstige zegelsnijder Elias Claesz. Pickenoy (1565-1640) en Heijltje Laurens s'Jonge (1562-1638). In 1621 trouwde hij met Levijntje Bouwens (1599-na 1656), een wees van 21 jaar. Nicolaes Eliasz woonde bij zijn trouwen vlak bij de Oude Kerk in Amsterdam. Daar bleef hij minstens vijftien jaar wonen. Ze kregen tien kinderen: Sara en Elias stierven jong.
Pickenoy schilderde grote schuttersstukken, de regenten van het weeshuis en individuele portretten, zoals van Nicolaes Tulp, Cornelis de Graeff, Maarten Harpertsz. Tromp en Jochem Hendricksz. Swartenhont, de echtgenoot van Elisabeth Bas. Daarnaast heeft hij ook Bijbelse onderwerpen geschilderd, te zien in Museum Catharijneconvent. Het Rijksmuseum bezit meerdere werken van hem, zoals de zogenaamde Doelenstukken.
In 1637 kocht hij van Adriaen Pauw een huis bij de Sint Antoniessluishoogwaterkering dat door Hendrick van Uylenburgh werd gebruikt als atelier en galerie. Net zomin als Rembrandt kon hij de koopsom betalen en reeds na acht jaar verkocht hij zijn huis. Waarschijnlijk doordat Rembrandt onder het huis van zijn buurman Nicolaes Eliasz. Pickenoy een vrije uitgang tot op de Zwanenburgwal had, kon hij de Nachtwacht in opgerolde toestand naar buiten (laten) brengen.
Mogelijk was Pickenoy een leerling van Cornelis van der Voort en zouden Thomas de Keyser en Bartholomeus van der Helst Pickenoys leerlingen zijn geweest.

## Stijl
Het werk van Pickenoy is moeilijk van sommige van zijn tijdgenoten te onderscheiden. Typisch op werk van Nicolaes Eliasz. is het fel binnenvallende licht, zodat de koppen scherp uitkomen, de wat overdreven gebaren van de geportretteerden, het groenachtig bruin van de schaduwen en de eigenaardige, gezwollen lijkende ogen.

## Bron
- Oosthoek's Geïllustreerde Encyclopaedie (1917)
- Dudok van Heel, S.A.C. (1985) De schilder Nicolaes Eliasz. Pickenoy en zijn familie; Liber Amicorum voor Jhr M.C.C. van Valkenburg, pp. 152–60.
- Kaaring, David Burmeister: "Nicolaes Eliasz Pickenoy (1588-1650/56) and Portraiture in Amsterdam around 1620-45", in: SMK Art Journal 2005, 127-137 .(Voor illustraties zie: "Nicolaes Eliasz Pickenoy (1588-1650/56) og den amsterdamske portrætkunst, ca. 1620-45", SMK Art Journal 2005, 60-81)